# Australië op het Eurovisiesongfestival 2016

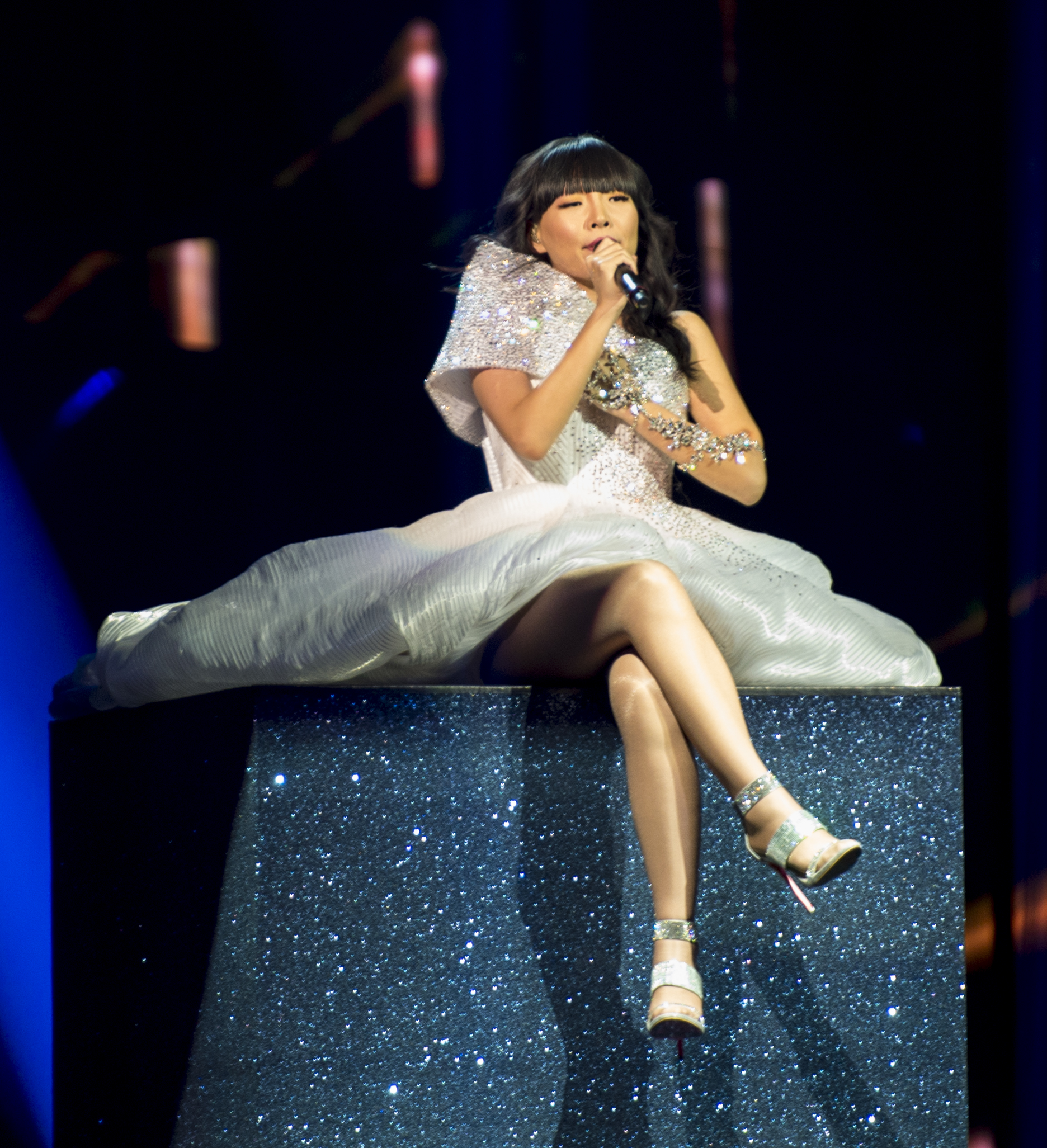
Dami Im tijdens de liveshow in Stockholm.

Australië nam deel aan het Eurovisiesongfestival 2016 in Stockholm, Zweden. Het was de 2de deelname van het land op het Eurovisiesongfestival. SBS was verantwoordelijk voor de Australische bijdrage voor de editie van 2016.

## Selectieprocedure
In 2015 werd Australië uitgenodigd om deel te nemen aan het Eurovisiesongfestival, ook al voldeed het land niet aan de deelnemersvoorwaarden van de EBU. Om lid te kunnen zijn van de EBU dient men immers lid te zijn van de Raad van Europa en in het gebied ten noorden van 30ste breedtegraad en ten westen van de 40ste lengtegraad (en ten oosten van de Atlantische Oceaan) gelegen zijn; voorwaarden waaraan Australië niet voldoet. Australië zou echter eenmalig mogen deelnemen aan het festival, en eindigde op een verdienstelijke vijfde plaats.
Op 17 november 2015 maakte de EBU echter bekend dat Australië ook in 2016 zou mogen deelnemen aan het Eurovisiesongfestival. In geval van een Australische overwinning zou het festival in 2017 in wel in een Europese stad gehouden worden. Op 3 maart maakte Conchita Wurst tijdens diens optreden in Sydney bekend dat Dami Im Australië zou vertegenwoordigen in Stockholm. Haar lied, Sound of silence, werd op 10 maart vrijgegeven.

## In Stockholm
Tijdens het Eurovisiesongfestival 2015 Australië kreeg van de EBU de toestemming om rechtstreeks deel te nemen aan de finale, zonder zich te moeten kwalificeren via een van de twee halve finales. Normaal gezien geldt dit voorrecht enkel voor de grote vijf Eurovisielanden, de vijf grootste financiële donoren, en het winnend land van het vorige jaar. Australië verkreeg deze uitzondering omdat het om een eenmalige deelname ging.
Toen de EBU kenbaar maakte dat Australië ook in 2016 mocht deelnemen aan het Eurovisiesongfestival, meldde men ook dat het land ditmaal wel via de halve finales moest passeren. Australië trad in Stockholm in de tweede halve finale op donderdag 12 mei 2016 aan. Dami Im trad als tiende van achttien acts op, net na Donny Montell uit Litouwen en gevolgd door ManuElla uit Slovenië. Australië wist zich te plaatsen voor de finale op zaterdag 14 mei.
In de finale trad Australië als dertiende van de 26 acts aan. Het land kreeg er het meeste punten van de vakjury's, maar met de punten van de televoting erbij, strandde het op de tweede plaats.
2015 · 2016 · 2017 · 2018 · 2019 · 2020 · 2021 · 2022 · 2023 · 2024 · 2025
Albanië · Armenië · Australië · Azerbeidzjan · België · Bosnië en Herzegovina · Bulgarije · Cyprus · Denemarken · Duitsland · Estland · Finland · Frankrijk · Georgië · Griekenland · Hongarije · Ierland · IJsland · Israël · Italië · Kroatië · Letland · Litouwen · Macedonië · Malta · Moldavië · Montenegro · Nederland · Noorwegen · Oekraïne · Oostenrijk · Polen · Rusland · San Marino · Servië · Slovenië · Spanje · Tsjechië · Verenigd Koninkrijk · Wit-Rusland · Zweden · Zwitserland